# Josef von Mering
Josef von Mering (28de febrero de 1849, Colonia - 5 de enero de 1908, Halle, Alemania) fue un médico alemán.

## Biografía
Mientras trabajaba en colaboración con Oskar Minkowski en la Universidad de Estrasburgo descubrió que una de las funciones del páncreas es producir insulina, la hormona que regula el nivel de azúcar en la sangre.
Mering sentía curiosidad por el páncreas, un órgano con forma de coma, que se encuentra entre el estómago y el intestino delgado. En un esfuerzo para descubrir su función, removió este órgano de un perro.
Entonces el perro comenzó a orinar frecuentemente en el suelo, a pesar de que había sido entrenado. Mering se dio cuenta de que era un síntoma de diabetes e hizo un examen de orina, en el que encontró altos niveles de azúcar, lo cual confirmó sus sospechas.
Josef von Mering ayudó a descubrir los barbitúricos, una clase de fármacos sedantes utilizados para el insomnio, epilepsia, la ansiedad, y la anestesia. En 1903, publicó sus observaciones acerca del barbital (entonces conocido como ácido dietil-barbitúrico) el cual tiene propiedades sedantes en los humanos. En 1904, ayudó a producir barbital bajo el nombre Veronal. Veronal fue el primer sedante barbitúrico disponible comercialmente en todo país. Von Mering colaboró con el químico Emil Fischer, quien también participó en el descubrimiento del barbital. (2)